# Stéphanie Bouvier
Stéphanie Bouvier (* 15. November 1981 in Dijon) ist eine ehemalige französische Shorttrackerin.
Bei Bouviers erstem internationalen Start, der Europameisterschaft 1998, erreichte sie zwar keine Medaille, platzierte sich aber als Fünfte über 1500 m recht gut. Bei ihrer ersten Teilnahme an einer Weltmeisterschaft im selben Jahr schied sie jedoch gleich in den Vorläufen aus, ebenfalls wenig erfolgreich verlief ihre Teilnahme an den Großereignissen 1999. Nachdem sie in der Saison 1999/2000 erstmals für den Weltcup nominiert wurde, dort aber nicht über den ersten Lauf hinausgekommen war, startete sie erfolgreich bei der Europameisterschaft 2000, wo sie in drei Disziplinen mindestens bis ins Viertelfinale kam. Dieses Ergebnis hielt sie auch bei der Weltmeisterschaft desselben Jahres.
Dennoch gelang Bouvier erst Anfang 2001 der internationale Durchbruch, als sie zunächst nur knapp das 1500-m-Finale bei der Junioren-WM verpasste und anschließend gute Platzierungen bei der Europameisterschaft einfuhr. Da sie dort mehrere Podestplatzierungen auf den Einzelstrecken erreichte, gelang ihr der Gesamtrang drei und damit die Bronzemedaille im Mehrkampf. In der Saison 2001/02 blieb die Olympiaqualifikation die größte Leistung, denn sowohl bei der Europameisterschaft als auch im Weltcup schaffte Bouvier keinen Finaleinzug. Dafür erreichte sie bei den Olympischen Spielen 2002 in Salt Lake City auf der 1500-m-Distanz einen guten sechsten Rang, auch bei der Weltmeisterschaft verpasste sie nur knapp das Finale.
In der Weltcupsaison 2002/03 beendete Bouvier mehrere Weltcuprennen erst im Finale, ihr bestes Ergebnis war sogar ein dritter Rang auf ihrer Spezialstrecke 1500 m. Insgesamt wurde sie in jener Saison Siebte im Gesamtweltcup und erreichte das gleiche Ergebnis im 500-m-Disziplinenweltcup. Auch bei den Großereignissen gelangen ihr einige gute Resultate, unter anderem wurde sie Gesamtzweite bei der Europameisterschaft in Sankt Petersburg und verpasste bei WM-Einzelstrecken zweimal als Vierte das Podest nur um einen Rang. In der nächsten Saison startete sie international nur bei zwei für sie erfolglos verlaufenden Weltcuprennen, auch ein Jahr später schaffte sie im Weltcup 2004/05 nur einen Finaleinzug mit der Staffel. Auch bei der Europameisterschaft 2005 konnte sie nicht erneut eine Medaille gewinnen, verpasste eine solche als Vierte jedoch wieder nur knapp.
Die Saison 2005/06 verlief für Bouvier im Weltcup ebenfalls wenig erfolgreich, dennoch gelang ihr die zweite Olympiaqualifikation. Vor den Olympischen Spielen schrammte sie bei der Europameisterschaft 2006 in Krynica-Zdrój zum zweiten Mal in Folge als Vierte am Podest vorbei. In Turin konnte sie keine erfolgreichen Resultate verbuchen, genauso bei der Teamweltmeisterschaft in Montreal, nur die Individual-Weltmeisterschaft in Minneapolis beendete sie mit zwei fünften Plätzen erfolgreich. Mit zwei überraschenden Weltcupsiegen in der Saison 2006/07, allerdings bei zwei Rennen, bei denen die besten Athleten der Welt nicht an den Start gingen, kehrte Bouvier in die internationale Spitze zurück, außerdem wurde sie Gesamtzweite bei der Europameisterschaft 2007 in Sheffield hinter der Seriensiegerin Ewgenija Radanowa.
Im Weltcup 2007/08 konnte Bouvier im Weltcup weitere Top-10-Ergebnisse verbuchen. Bei der Weltmeisterschaft in Gangneung wurde sie im Mehrkampf Achte. In der Weltcupsaison 2008/09 erreichte Bouvier über 1500 m dreimal und über 500 m einmal das Halbfinale. Bei der Europameisterschaft in Turin wurde sie über 1000 m, 1500 m und 3000 m jeweils Zweite und gewann im Mehrkampf die Bronzemedaille.
Da Bouvier über lange Zeit Frankreichs einzige Shorttrackerin mit internationaler Klasse war, sind ihre Staffelresultate dementsprechend weniger gut. Dennoch gelangen der französischen Staffel durchaus Erfolge, unter anderem zwei Silbermedaillen bei Europameisterschaften und ein Finaleinzug im Weltcup. In ihrer letzten Saison 2009/10 konnte Bouvier im Weltcup keine Halbfinals erreichen. Sie qualifizierte sich jedoch für ihre dritten Olympischen Spiele in Vancouver, wo sie als bestes Resultat über 1000 m das Viertelfinale erreichte. In Sofia bestritt Bouvier bei der Weltmeisterschaft ihren letzten internationalen Wettkampf. Über 1000 m und 1500 m konnte sie dabei jeweils das Halbfinale erreichen. Nach der Saison beendete Bouvier ihre aktive Karriere.